# Rips the Covers Off
Rips the Covers Off è un album di cover degli L.A. Guns, uscito il 27 aprile 2004 per l'Etichetta Shrapnel Records. Si tratta di album composto quasi interamente da cover, eccetto le ultime due.

## Tracce
1. Rock'N'Roll Outlaw (Rose Tattoo cover)
2. I Just Wanna Make Love To You (Muddy Waters cover)
3. Tie Your Mother Down (Queen cover)
4. Until I Get You (Hanoi Rocks cover)
5. Wheels Of Steel (Saxon cover)
6. Nobody's Fault (Aerosmith cover)
7. Custard Pie (Led Zeppelin cover)
8. Moonage Daydream (David Bowie cover)
9. Marseilles (The Angels cover)
10. Hurdy Gurdy Man (Donovan cover)
11. Search and Destroy (Iggy Pop cover)
12. Revolution (Guns, Hamilton, Lewis, Riley) (Live)
13. Don't Look At Me That Way (Guns, Hamilton, Lewis, Riley) (Live)

## Formazione

### Le tracce dalla 1 alla 11
- Phil Lewis: Voce
- Stacey Blades: Chitarra
- Adam Hamilton: Basso
- Steve Riley: Batteria

### Le tracce dalla 12 alla 13
- Phil Lewis: Voce
- Keri Kelli: Chitarra
- Brent Muscat: Chitarra
- Adam Hamilton: Basso
- Steve Riley: Batteria